# Tournefeuille
Tournefeuille là một xã trong vùng Occitanie, thuộc tỉnh Haute-Garonne, quận Toulouse, tổng Tournefeuille. Tọa độ địa lý của xã là 43° 35' vĩ độ bắc, 01° 20' kinh độ đông. Tournefeuille nằm trên độ cao trung bình là 140 mét trên mực nước biển, có điểm thấp nhất là 146 mét và điểm cao nhất là 190 mét. Xã có diện tích 18,17 km², dân số vào thời điểm 1999 là 22.758 người; mật độ dân số là 1253 người/km². Xã nằm khoảng 10 km về phía tây của Toulouse.

## Thông tin nhân khẩu
| 1962  | 1968  | 1975  | 1982  | 1990   | 1999   |
| ----- | ----- | ----- | ----- | ------ | ------ |
| 2 209 | 3 438 | 5 291 | 8 541 | 16 669 | 22 758 |